# Kanton Bourgoin-Jallieu-Nord
Kanton Bourgoin-Jallieu-Nord (fr. Canton de Bourgoin-Jallieu-Nord) je francouzský kanton v departementu Isère v regionu Rhône-Alpes. Skládá se ze šesti obcí.

## Obce kantonu
- Bourgoin-Jallieu (část)
- Ruy
- Saint-Chef
- Saint-Marcel-Bel-Accueil
- Saint-Savin
- Salagnon